# Дюрбхайм
Дюрбхайм (нем. Dürbheim) — община в Германии, в земле Баден-Вюртемберг. 
Подчиняется административному округу Фрайбург. Входит в состав района Тутлинген.  Население составляет 1674 человека (на 31 декабря 2010 года). Занимает площадь 14,85 км².